# Lugula Himal
Der Lugula Himal (auch Lagula Himal) ist ein Berg im Himalaya an der Grenze zwischen Nepal und dem Autonomen Gebiet Tibet.
Der 6889 m hohe Lugula Himal befindet sich im Gebirgsmassiv Peri Himal. Der Berg liegt in einem in West-Ost-Richtung verlaufenden Bergkamm, der die Staatsgrenze sowie die Wasserscheide zwischen Yarlung Tsangpo im Norden und Marsyangdi im Süden bildet. 3,22 km weiter westlich befindet sich der 6361 m hohe Bhrikuti Sail, 3,15 km östlich der Chako mit 6734 m. Weiter östlich liegt der nächsthöhere Berg, der 7035 m hohe Ratna Chuli.
Die offizielle Erstbesteigung des Lugula Himal fand am 23. April 2014 durch eine südkoreanische Expedition (Hong Seung-gi und Feme Sherpa, sowie Bum Won-taek und Lakpa Sherpa) statt.
Davor, am 2. November 2010, gab es eine inoffizielle Besteigung des Lugula Himal ohne entsprechende Erlaubnis durch einen Franzosen.